# Гори Лівії
Гори Лівії (лат. Libya Montes) — це високогірна область на планеті Марс, котра піднеслася внаслідок масштабного удару космічного тіла об поверхню планети — зіткнення, внаслідок якого утворився басейн Ісіди на північ звідси.
1999 року цей регіон став одним з двох найімовірніших кандидатів, де мав здійснити посадку космічний апарат Mars Surveyor 2001 Lander, однак цю місію скасували. Басейн Ісіди — дуже древній. Таким чином, Libya Montes, що утворюють південний вал басейну Ісіди, містять чи не найстаріші породи, які тільки можна знайти на поверхні Марса, а тому висадка в цьому регіоні потенційно могла б забезпечити науковців інформацією щодо умов, які панували на планеті на ранній стадії її розвитку.
Після того, як вони утворилися внаслідок зіткнення з космічним тілом, яке спричинило появу басейну Ісіди, гори Лівії з плином часу зазнали змін під впливом великого різноманіття процесів, серед яких — флювіальна активність, вітрова ерозія та імпактне кратероутворення. Зокрема, опускання поверхні, спричинене осіданням порід, а також просочування підземних вод, спричинили утворення флювіальних (річкових) форм рельєфу — таких, як густі мережі долин, широкі та видовжені долини, відкладення у дельтах цих долин, алювіальні конуси виносу, відкриті озера та лінії берегів. Вимірювання розмірів кратерів та частоти їхнього поширення («підрахунок кратерів») виявили, що більшість долин сформувалася в ранній період марсіанської історії (більш ніж 3.7 мільярда років тому, пізній Нойський період). Однак, нещодавні дослідження свідчать про те, що формування долин продовжувалося і в Середньовіччі історії Марса (Гесперійський період), та припинилося 3.1 мільярда років тому, наприкінці Гесперійського періоду.
|                                                                     |
| Libya Montes у квадранглі Iapygia із мережами долин, знімок THEMIS. |

|                                                       |
| Топографія регіону Libya Montes на основі даних MOLA. |

## «Обличчя» у горах Лівії
Libya Montes має цікаве утворення на поверхні, що своїм виглядом нагадує обличчя. Його однаково можна розрізнити при будь-якому ракурсі зйомки та при будь-якому куті падіння сонячного світла. Цю формацію можна відшукати на вузькокутному знімку, виконаному камерою MOC, що на космічному апараті Mars Global Surveyor (знімок M02-03051, переглянути можна тут (MSSS) або тут (USGS) [Архівовано 1 жовтня 2011 у Wayback Machine.] а також обрізана версія [Архівовано 1 жовтня 2011 у Wayback Machine.]). Також його можна помітити на знімку HiRISE ESP 018368 1830 [Архівовано 16 березня 2013 у Wayback Machine.] (без проєкції на карту [Архівовано 2 жовтня 2016 у Wayback Machine.]) та ESP 018223 1830 — стереопара, з якої можна згенерувати модель рельєфу у 3D. Так само як і значно більш відомий приклад обличчя на Марсі, це «обличчя» є прикладом парейдолії.